# Война между Англией и конфедерацией Аро
Война между Англией и конфедерацией Аро (англ. Anglo-Aro War) — конфликт между конфедерацией Аро, состоявшей из ряда племён народности игбо, и Британской империей, произошедший в 1901—1902 годах. Война началась после увеличения напряженности между лидерами Аро и английскими колонизаторами после нескольких лет неудачных переговоров. Поражение Аро помогло британцам в их имперских устремлениях к овладению Игболендом, хотя сопротивление игбо не закончилось с окончанием войны.

## Причины войны
Влияние Конфедерации Аро, распространявшееся на Восточную Нигерию и за её пределы, в последние десятилетия XIX века было оспорено за счет проникновения британцев в глубинные районы. Аро и их союзники сопротивлялись проникновению, которое угрожало их культуре, влиянию и суверенитету.
Великобритания заявила следующие причины войны:

Чтобы отменить работорговлю, которая тайно велась на всей территории, принадлежащей Аро, отменить культ оракула Аро, известного как оракул Ибини Укпаби (Лон Джи-Джу), который своим суеверием и мошенничеством доставляет много зол племенам, которые постоянно обращаются к нему. И, наконец, установить на всех этих территориях рынок свободного труда, чтобы занять место рабства— сэр Ральф Мур, Верховный комиссар протектората побережья Нигера

## Сопротивление Аро
Лидеры Аро знали, что британское проникновение разрушило бы их экономическое господство в глубинных районах федерации. Они также выступали против религии британцев (христианство), которая угрожала религиозному влиянию их оракула Ибини Укпаби. С 1890-х годов Аро осуществляли набеги и вторжения с целью подрыва британского проникновения. В то время как британцы готовились к вторжению в Арочукву в ноябре 1901 года, Аро начали своё последнее крупное наступление, упредив экспедицию британских войск. Силы Аро во главе с Окори Тоти напали на Обегу (британского союзника), в результате 400 человек погибло. Эта атака ускорила британскую подготовку к наступлению.

## Экспедиция против Аро
Сэр Ральф Мур и Королевская Нигерская компания планировали нападение на Конфедерацию Аро и оракул Ибини Укпаби на сентябрь 1899, но из-за отсутствия необходимой живой силы выступление было отложено до ноября 1901 года.
1 января 1900 года Великобритания объявила о создании протектората Южная Нигерия из части земель частной Королевской Нигерской компании и государственного Протектората побережья Нигера.
28 ноября 1901 года подполковник Г. Ф. Монтанаро повёл 87 офицеров, 1550 солдат и 2100 носильщиков с четырёх направлений на Арочукву из Огуты, Аквете, Унваны и Иту для борьбы с повстанцами Аро.
Как и ожидалось, бойцы клана Аро сильно сопротивлялись на всех направлениях, хотя им не хватало современного оружия.
28 декабря 1901 года Арочукву был захвачен после четырёх дней ожесточенных боев в городе и его окрестностях.
После захвата города Арочукву англичане, согласно некоторым данным, взорвали находившееся там «прорицалище» божества Ибини Укпаби. Сражения между британскими войсками и силами клана Аро продолжались до весны 1902 года, когда бойцы Аро потерпели поражение в последней крупной битве у Бенде. Экспедиция закончилась через три недели.

## Результаты войны
Некоторые из лидеров Аро, как Окори Тоти, были арестованы, преданы суду и повешены. Конфедерация Аро была разрушена, её территория стала впоследствии частью Восточной области Нигерии, а король города-государства Арочукву Езе Кану Окоро ушел в подполье, но позже был арестован. Хотя господство Аро рухнуло в марте 1902, многие члены племён конфедерации приняли участие в более поздних движениях сопротивления против англичан в регионе, например, в Афикпо (1902—1903), Езза (1905) и других областях, где было особенно значительное присутствие игбо. В последующие годы британцам приходилось иметь дело со многими другими конфликтами и войнами в разных частях Игболенда, такими как конфликт в Нри (1905—1911), Войны Екимеку (1883—1914), Война женщин Игбо (1929) и др.

## Основные сражения
- Сражения в области Огута /Оверри (ноябрь 1901)
- Битва в Арочукву (декабрь 1901)
- Битва в Едимма (январь 1902)
- Битва в Бенде[англ.] (март 1902)

## Исторические последствия
Борьба народности игбо за независимость имела продолжение и в постколониальный период.